# ソン・チャンウィ
ソン・チャンウィ（송창의、1979年1月24日 - ） は、韓国の俳優。
カウォン中学校、チュンサン高等学校を経て1997年にソウル芸術大学演劇科入学。2002年ミュージカル『ブルーサイゴン』の舞台で芸能界にデビューした。その後ミュージカル出演を続け、2005年には『ヘドウィグ』で主人公ヘドウィグを演じたほか、テレビドラマ『裸足の青春』と映画『僕の、世界の中心は、君だ。』に出演し活動の場を広げた。2007年にテレビドラマ『黄金の新婦』に出演し翌2008年の百想芸術大賞でテレビ部門男性新人演技賞を受賞。2009年には映画『少年は泣かない』で春史大賞映画祭の新人男優賞を受賞し、2011年の第5回大邱国際ミュージカル・アワードでは「今年のスター賞」を受賞している。
身長181cm、体重67kg。所属事務所は WS エンタテインメント。
2016年9月5日、一般人女性と結婚。

## 出演作品

### ミュージカル
- ブルーサイゴン - 블루사이공 (2002年) [8]
- ソンサンニャファ - 송산야화 (2003年) 主演 キム・ヒョン役[9]
- ジーザス・クライスト・スーパースター - 지저스 크라이스트 수퍼스타 (2003年)
- ポンキポンキ - 펑키펑키 (2003年)
- ザ・プレイ・エクス - 더플레이 엑스 (2004年)
- サ･ビ･タ (恋は雨に乗って)[10] - 사랑은 비를 타고 (2004年)
- ヘドウィグ - 헤드윅 (2005年、2009年、2013年) 主演 ヘドウィグ役 [9]
- カンナさん大成功です! - 미녀는 괴로워 (2008年) 主演 ハン・サンジュン役
- ウェルテルの恋[11] - 젊은 베르테르의 슬픔 (2010年) 主演 ウェルテル役
- 光化門恋歌[12] - 광화문연가 (2011年) 主演 「過去のサンフン」役
- エリザベート - 엘리자벳 (2012年) 主演 「死」役
- ヨセフ・アメイジング - 요셉 어메이징 (2013年) 主演 ヨセフ役
- ブラッド・ブラザーズ - 블러드 브라더스 (2014年) 主演 ミッキー役

### テレビドラマ
- 裸足の青春（2005年、MBC） - 主演 ファン・ジュニョク役 [13]
- 101回目のプロポーズ（2006年、SBS） - ソ・ヒョンジュン役
- 黄金の新婦（2007年、SBS） - 主演 カン・ジュヌ役
- イ・サン（2007年-2008年、MBC） - チャン・ヤギョン役
- 神の天秤（2008年、SBS） - 主演 チャン・ジュナ役
- シンデレラマン（2009年、MBC） - 主演 イ・ジェミン役
- 美しき人生（2010年、SBS） - 主演 ヤン・テソプ役
- オレのことスキでしょ。（2011年、MBC） - キム・ソッキョン役
- シンドローム（2012年、JTBC） - 主演 チャ・ヨウク役
- 大風水（2012年-2013年、SBS） - 主演 チョングン役
- ３度結婚する女（2013年、SBS） - 主演 チョン・テウォン役
- ドクター・フロスト（2014年-2015年、OCN） - 主演 フロスト役
- 女を泣かせて（2015年、MBC） - 主演 カン・ジヌ役
- 私の男の秘密（2017年-2018年、KBS） - ハン・ジソプ／カン・ジェウク役
- かくれんぼ（2018年、MBC） - チャ・ウニョク役

### テレビ番組
- エコビレッジ 楽しい家 - 에코빌리지 즐거운가 (2014年8月31日-2015年3月18日、SBS)

### 映画
- 僕の、世界の中心は、君だ。 - 파랑주의보 (2005年) チョング役 [13]
- パッチギ! LOVE&PEACE (日本映画、2007年) ジンソン役
- 少年は泣かない - 소년은 울지않는다 (2008年) 主演 テホ役
- ソソ・チャヌン・ナム - 서서 자는 나무 (2010年) 主演 チョン・グサン役
- オヌル - 오늘 (2011年) 主演 チソク役[14]

#### アニメ映画
- Green Days 大切な日の夢 - 소중한 날의 꿈 (2011年) 主演 チョルスの声

## 受賞歴
- 2007年 SBS演技大賞 10大スター賞 - 『黄金の新婦』 [1]
- 2008年 第44回百想芸術大賞 テレビ部門男性新人演技賞 - 『黄金の新婦』
- 2009年 第17回春史大賞映画祭 新人男優賞 - 『少年は泣かない』
- 2010年 第26回コリア・ベストドレッサー 白鳥賞 文化人部門
- 2010年 SBS演技大賞 連続劇部門 男性優秀演技賞 - 『美しき人生』
- 2011年 第6回アジア・モデル賞授賞式 BBF 人気スター賞
- 2011年 第5回大邱国際ミュージカル・アワード「今年のスター賞」
- 2014年 SBS演技大賞 長編ドラマ部門 男性優秀演技賞 - 『３度結婚する女』